# Les Éboulements
Les Éboulements est une municipalité située dans la MRC de Charlevoix, dans la région de la Capitale-Nationale de la province de Québec au Canada,.
Les Éboulements fait partie de l'Association des plus beaux villages du Québec.

## Toponymie
Le nom du village, Les Éboulements, rappelle un violent tremblement de terre qui ébranla toute la région de Charlevoix en février 1663. Le séisme provoqua le déplacement d'un important morceau de terre, à l'emplacement actuel du village de Saint-Joseph-de-la-Rive, longtemps appelé Les Éboulements et aujourd'hui fusionné. Le village des Éboulements, initialement nommé L'Assomption-de-la-Sainte-Vierge qui était le nom de la paroisse catholique,, obtint son nom officiel en 1859,.

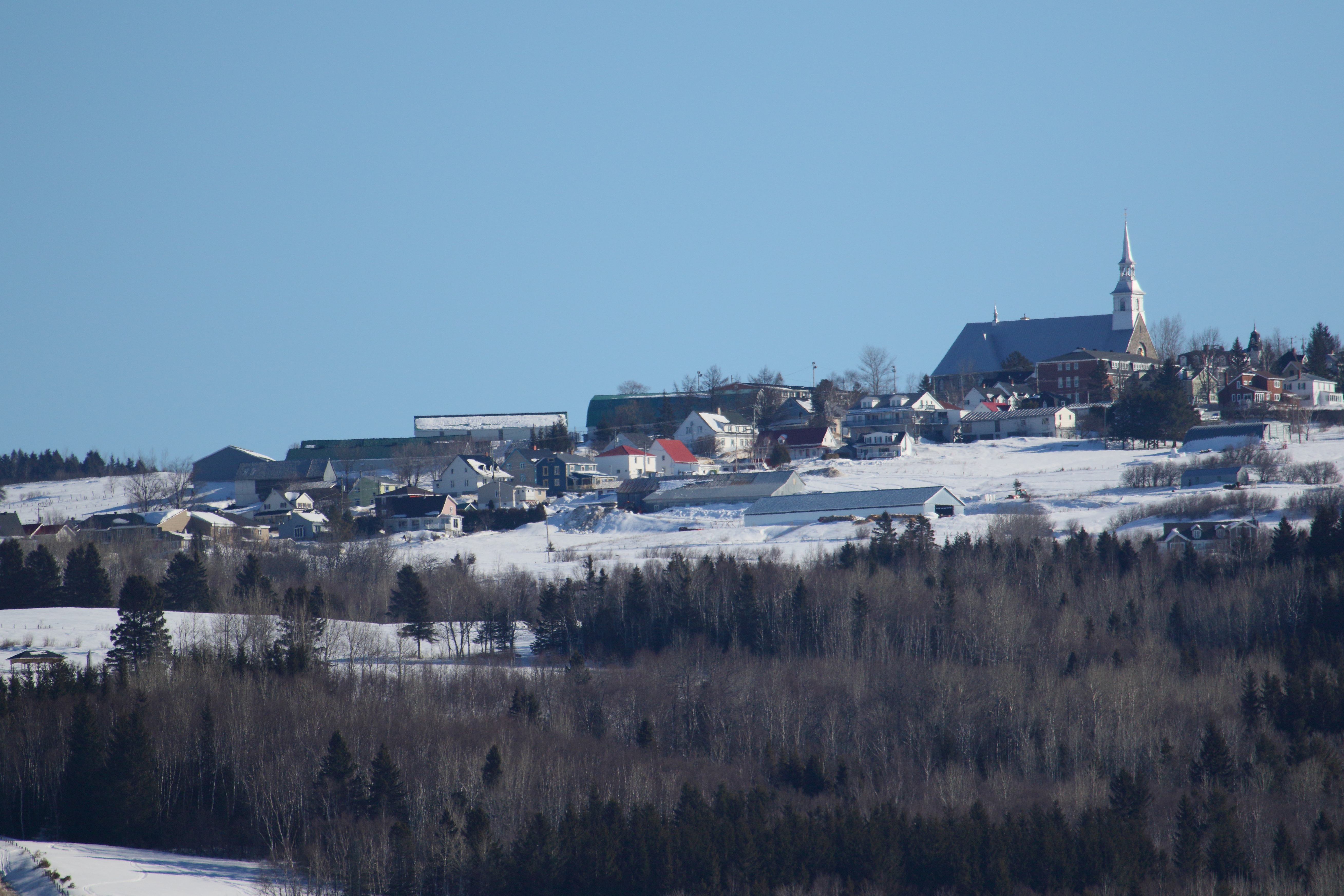
Vue sur la municipalité.

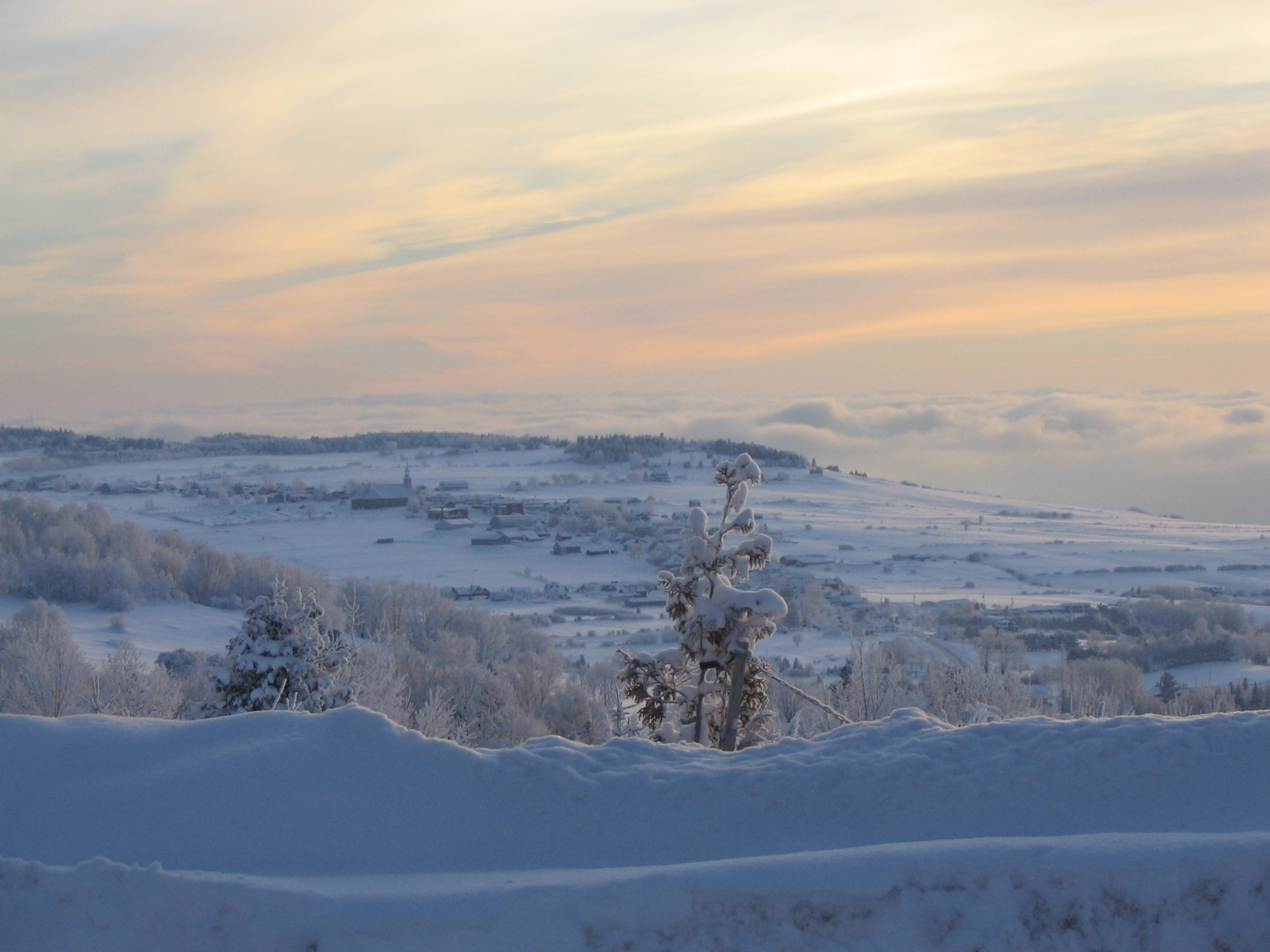
Les Éboulements en hiver.

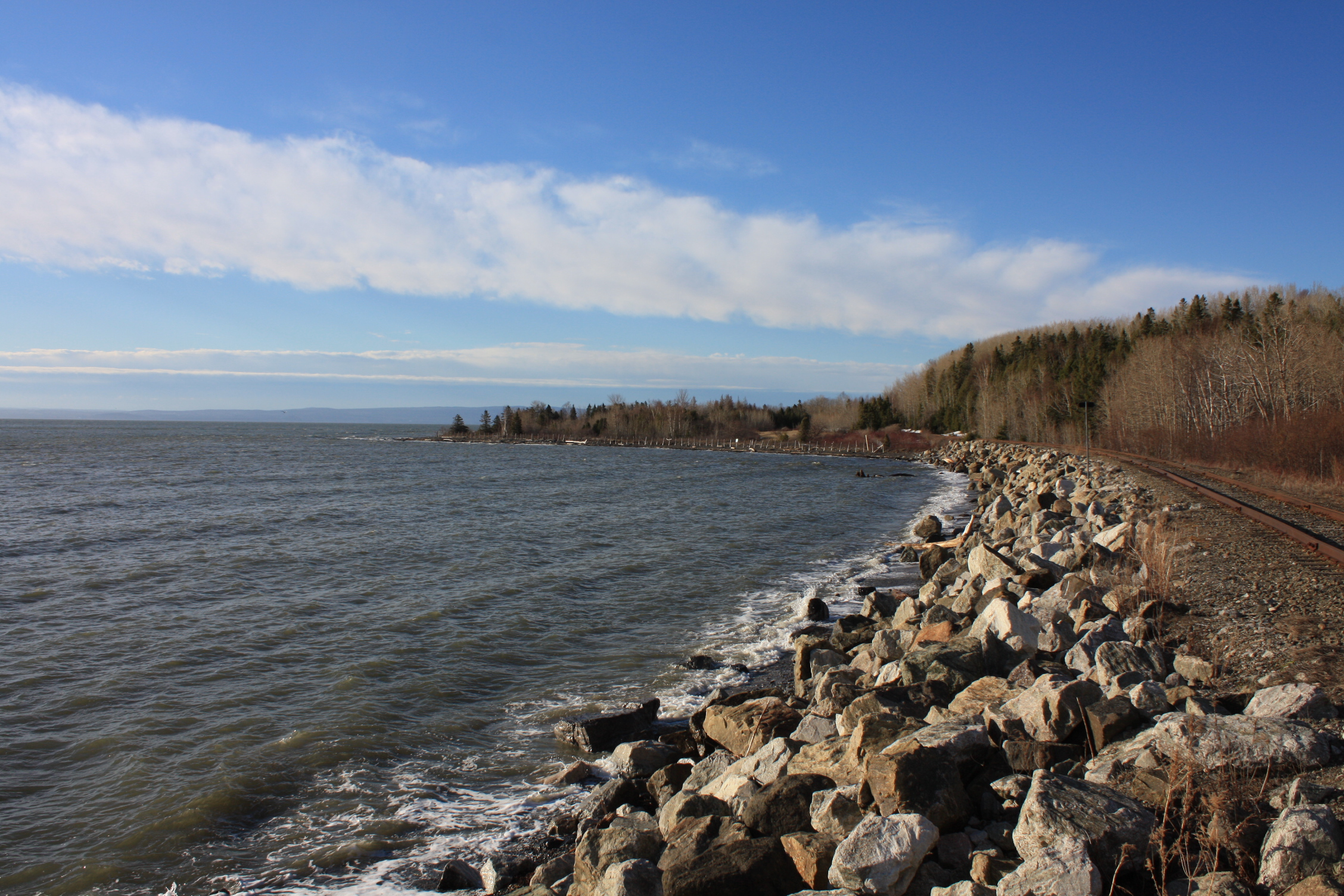
Plage de Cap-aux-oies, Les Éboulements, au printemps.

## Histoire
La paroisse fut desservie par des missionnaires et par le curé de Baie-Saint-Paul de 1732 à 1736, date de la nomination du premier curé résidant. Les registres de la paroisse s'ouvrent en l'année 1732. Le 31 janvier 1810, Pierre de Sales Laterrière acquiert la seigneurie des Éboulements.  Érection canonique du territoire : 7 juillet 1827. Érection civile : 11 juillet 1835. La municipalité de la paroisse de l'Assomption-de-Notre-Dame-des-Éboulements a été érigée le 1er juillet 1845,. En 1859, le statut officiel de municipalité est octroyé au territoire.

### Chronologie (1663 à aujourd’hui)
1663 : (5 février) Séisme important, possiblement de magnitude 7 sur l'échelle de Richter, qui provoque l'éboulement d'une petite montagne et son affaissement dans le fleuve Saint-Laurent, créant la pointe actuelle où se trouve le quai.
Avant 1683 : Concession de la partie ouest de la seigneurie des Éboulements à Charles de Lessard, originaire de Sainte-Anne-de-Beaupré, comprise entre la seigneurie du Gouffre et la rivière du Moulin.
1683 : (1er avril) Concession de la partie est de la seigneurie des Éboulements à Pierre de Lessard, frère de Charles, comprise entre la rivière du Moulin et la seigneurie de La Malbaie. Aucune concession de terre ne fut faite sur la seigneurie pendant que les frères de Lessard en furent les seigneurs.
1709 : Le premier résident de la seigneurie arrive sur les lieux et prend possession d'une terre sans y avoir été autorisé. Quand arrive le nouveau seigneur Pierre Tremblay l'année suivante, une saga juridique de plusieurs années s'engage entre les deux hommes.
1710 : (18 mars) Achat des deux parties de la seigneurie des Éboulements pour une somme de 650 livres par Pierre Tremblay II, fils du colon Pierre Tremblay. Il était alors âgé de 50 ans.
1710-11 : Construction du manoir seigneurial Tremblay et du moulin banal situés de part et d'autre de la rivière des Boudreault, près du fleuve Saint-Laurent (Secteur Saint-Joseph-de-la-Rive).
1733 : Ouverture des registres de la paroisse de l'Assomption-de-la-Sainte-Vierge-des-Éboulements  avec la sépulture de Louise Tremblay et du même coup, d'un cimetière sur le rivage du fleuve Saint-Laurent.
1735 : Construction d'une petite chapelle d'une dizaine de bancs sur le rivage, à l'est de la rivière du Moulin. Elle fait face à l'ouest et le cimetière est situé à l'arrière.
1736 : Décès, le 17 octobre, de Pierre Tremblay à l'âge de 76 ans, inhumé dans le cimetière de Petite-Rivière-Saint-François. À cette époque, 20 familles habitent la seigneurie.
1736 : Nomination du premier curé résidant dans la nouvelle paroisse de l'Assomption-de-la-Sainte-Vierge-des-Éboulements.
1752 : (26 juin) Étienne Tremblay, fils aîné de Pierre, devient officiellement seigneur lorsque sa mère lui concède la seigneurie. Cette dernière avait assuré l'intérim depuis la mort de son mari en 1736. Étienne est alors âgé de 54 ans.
1767 : Décès d'Étienne Tremblay, deuxième seigneur des Éboulements.
1770 : (23 janvier) Jean-François Tremblay est reconnu devant notaire par ses frères et beaux-frères comme l'aîné de la famille et comme le seul seigneur des lieux. Il succède à son père Étienne Tremblay.
1772 : Démolition de la chapelle endommagée plusieurs fois par la marée, et construction au même endroit d'une église en pierre de 20 mètres de longueur sur 11,6 mètres de largeur.
1790 : Construction d'un nouveau moulin banal sur la rivière du Moulin en haut des côtes par le seigneur Jean-François Tremblay, lui-même bâtisseur de plusieurs moulins dans la région.
1798 : Le Sieur Joseph Drapeau de la Baie-Saint-Paul achète une partie de la seigneurie des Éboulements. Cette partie correspond aux rangs Sainte-Croix, Saint-Ours et Sainte-Catherine ou Tourlognon.
1800 : Destruction presque totale de l'église par une tempête en avril, et des pourparlers sont amorcés pour la relocaliser.
1802-04 : Construction d'une nouvelle église en haut des côtes face à l'ouest et aménagement d'un nouveau cimetière au nord de l'église.
1810 : (31 janvier) Vente devant le notaire Isidore Lévesque de la seigneurie des Éboulements par Jean-François Tremblay au sieur Pierre de Sales Laterrière, médecin et résidant de Québec. La vente comprend le nouveau moulin banal construit en haut des côtes, mais pas le manoir Tremblay ni le premier moulin banal près du fleuve, dont l'ancien seigneur se réserve l'usage.
1811 : Arpentage de toute la seigneurie par Jean-Baptiste Larue.
1811-12 : Construction du nouveau manoir seigneurial Laterrière sur un plateau surplombant le moulin banal construit en 1790. La famille Laterrière, longtemps associée à l'histoire des Éboulements, transforme et agrandit le manoir entre 1825 et 1840.
1815 : (14 juin) Décès de Pierre de Sales Laterrière.
1817 : (31 octobre) Le fils cadet de Pierre, Marc-Pascal de Sales Laterrière, devient le 5e et dernier seigneur des Éboulements.
1827 : (7 juillet) Érection canonique de la paroisse.
1830 : Décès de l'ancien seigneur Jean-François Tremblay à l'âge de 98 ans.
1832 : Ouverture du premier bureau de poste aux Éboulements.
1843 : Création de la paroisse et de la municipalité de Saint-Irénée, presque exclusivement composée de territoires appartenant aux Éboulements.
1845 : Marc-Pascal de Sales Laterrière est élu député de Northumberland (Saguenay).
1845 : Construction au village d'une école de quatre classes.
1853 : Construction du quai.
1854 : (18 décembre) Une loi est adoptée pour l'abolition du régime seigneurial.
1859 : (13 juin) La seigneurie des Éboulements devient officiellement une municipalité et Léon-Charles Clément est élu premier maire de la nouvelle municipalité.
1860 : Construction de la première goélette sur le rivage, la Lady Elgin, première d'une longue série qui se termina en 1952.
1864 : Fondation de la paroisse et de la municipalité de Saint-Hilarion à même les municipalités environnantes dont Les Éboulements.
1881 : Ouverture d'un bureau de poste aux Éboulements-en-bas, alors appelé Quai-des-Éboulements (Les Éboulements Wharf).
1910 : Construction d'une chapelle aux Éboulements-en-bas près du fleuve d'abord réservée aux touristes, qui deviendra l'église de Saint-Joseph-de-la-Rive en 1931.
1919 : Inauguration de la voie ferrée entre Cap Tourmente et la chute Nairn (Clermont).
1920 : Construction de la gare des Éboulements.
1925 : Arrivée des Petites Franciscaines de Marie.
1931 : La paroisse (9 mai) et la municipalité (31 août) de Saint-Joseph-de-la-Rive sont créées à même le territoire éboulois sur le site où s'étaient installés les premiers colons.
1931 : (23 juin) L'église des Éboulements est détruite par un violent incendie.
1932 : Construction de l'église actuelle des Éboulements. La première messe qu'on y célèbre est celle de minuit le 25 décembre 1932. L'immeuble est de dimensions et de modèle semblables à la précédente mais fait face au chemin.
1946 : Début de l'exploitation des Chantiers maritimes de Charlevoix à Saint-Joseph-de-la-Rive.
1947 : Achat du manoir seigneurial Laterrière par les Frères du Sacré-Cœur.
1951 : Construction d'une nouvelle école.
1952 : Lancement de la dernière goélette construite à Saint-Joseph-de-la-Rive, la Mont-Ste-Marie, une goélette à quille (contrairement aux goélettes à fond plat habituellement construite dans Charlevoix) qui s'avère être la plus grosse jamais construite dans ce village.
1954 : (14 septembre) Consécration de l'église et du maître-autel.
1957 : (9 mars) Un feu éclate dans le restaurant de Wilbrod Tremblay. En plus du restaurant, les flammes rasent deux maisons, le couvent des Petites Franciscaines de Marie ainsi que la nouvelle école.
1958 : Achat par la Commission scolaire d'un nouveau terrain et construction de l'école Léonce-Boivin.

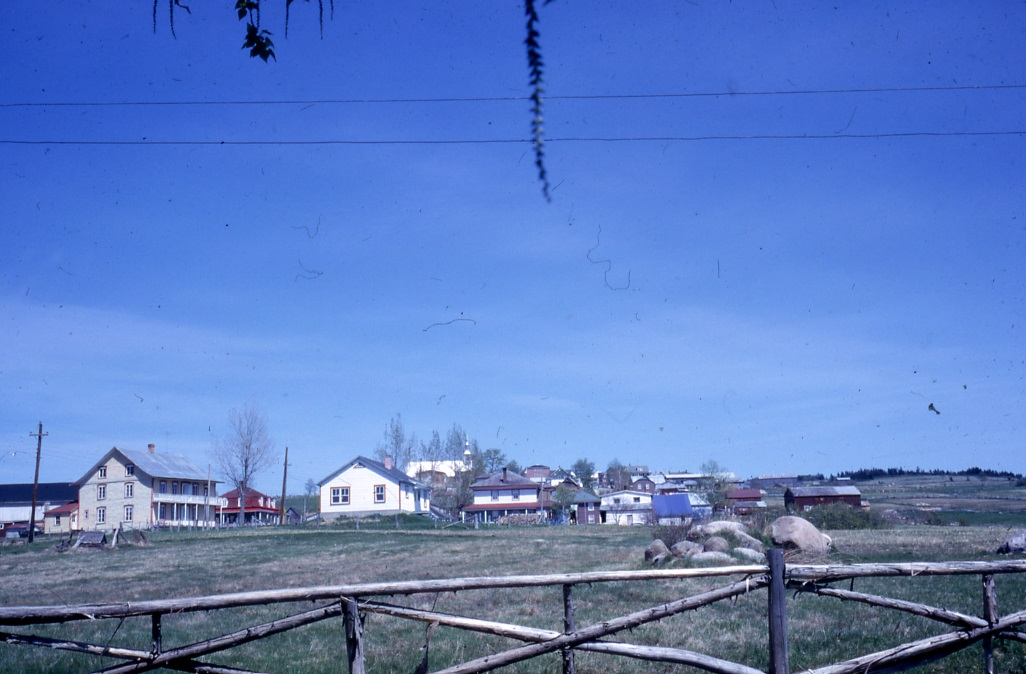
Les Éboulements en 1963

1963 : Construction de l'école Pierre-Tremblay. La nouvelle école accueille les garçons alors que l'école Léonce-Boivin est réservée aux filles. L'école Pierre-Tremblay fut vendue plus tard à la municipalité et devint l'édifice municipal.
1964 : Inauguration à Saint-Joseph-de-la-Rive de l'école Jean-XXIII qui remplace les deux écoles du village.
1964 : Septembre : abordage de deux navires au large de Saint-Joseph-de-la-Rive. Le laquier canadien Leecliffe Hall chargé de minerai de fer en provenance de Sept-Îles est lourdement endommagé lorsque le cargo grec Apollonia le heurte par temps de brouillard. Avec l'arrivée d'un remorqueur, le commandant croit pouvoir sauver le navire et une partie de l'équipage qui avait évacué, retourne à bord du Leecliffe Hall afin d'aider aux manœuvres. Alors qu'on croit la situation sous contrôle, le navire qu'on tente d'approcher de la plage du Cap-aux-Oies sombre soudainement environ cinq heures après la collision. Six marins sont rescapés du fleuve mais trois autres perdent la vie.
1965 : La Papeterie Saint-Gilles est fondée par Mgr Félix-Antoine Savard et Marc Donohue dans les locaux d'une des deux écoles de Saint-Joseph-de-la-Rive.
1965 : Le manoir Laterrière, acheté en 1947 par les Frères du Sacré-Cœur, devient le Camp Le Manoir, colonie de vacances pour jeunes garçons.
1966 : (16 novembre) Après des pluies diluviennes, le réservoir d'eau municipal situé dans le rang Saint-Joseph se fissure. Un torrent de boue dévale la montagne en direction du fleuve. Il emporte avec lui un pont, un magasin général, un garage, une maison, la gare et le chemin de fer. Trois personnes perdent la vie ce jour-là.
1974 : (2 juin) Un autobus scolaire dévale la côte entre les villages des Éboulements et Saint-Joseph-de-la-Rive. Il y a à bord quarante-quatre personnes du club de l'âge d'or de La Tuque. L'autobus termine sa course dans un ravin de dix mètres au bas de la côte. Bilan : quatorze morts, vingt-trois blessés graves et huit blessés légers.
1997 : (13 octobre) L'histoire se répète... Un grave accident d'autobus se produit au même endroit qu'en 1974. Cette fois, il s'agit d'un autocar de la compagnie Autobus Mercier transportant quarante-huit personnes. Quarante-quatre des personnes à bord meurent dans cette tragédie. C'est le pire accident routier de l'histoire du Canada.
1998 : (24 avril) Un mégot de cigarette lancé de façon négligente par un étudiant en visite, provoque un incendie majeur qui détruit les goélettes Mont-Ste-Marie, Mont-Notre-Dame et Mont-Royal qui faisaient partie des exhibits principaux du Musée maritime de Saint-Joseph-de-la-Rive.
1999-2000 : Malgré plusieurs critiques, le Ministère des Transports du Québec refait le tracé de la "grande côte" qui relie les Éboulements à Saint-Joseph-de-Rive, rendant celle-ci plus sécuritaire à la suite des nombreux accidents survenus au cours des dernières années et particulièrement celui de 1997.
2001 : Lors des fusions municipales qui entrent en vigueur dans tout le Québec, la municipalité de Saint-Joseph-de-la-Rive est fusionnée avec celle des Éboulements. Les paroisses religieuses restent distinctes.
2009 : Une vague d'incendies d'origine accidentelle s'abat sur le village. En moins de deux mois, trois entreprises de la municipalité sont détruites par les flammes. Le 15 avril, l'Auberge Félix-Antoine, anciennement la Perdriole et avant cela l'Hôtel Bellevue, est rasée complètement. Le bâtiment datait des années 1860. Le 23 avril, c'est au tour d'une bonne partie des Serres Lacoste de partir en fumée, en plus des pertes matérielles, ce feu cause la perte de près de la moitié de la récolte annuelle de tomates de l'entreprise. Le 9 mai, c'est au tour de la Cabane à sucre du Père Abel, propriété des Jardins du Centre d'être détruite par le feu. Cette cabane à sucre, au cachet unique, était aménagée dans un ancien bâtiment agricole au toit à la Mansart qui datait du milieu du XIXe siècle. Au grand total, près de quatre millions de dollars de perte sont attribuables à cette vague d'incendies. On ne déplore néanmoins aucun blessé.
2010 : Démolition de l'Hôtel des Laurentides, un des quatre hôtels ayant constitué le haut-lieu de la villégiature du village de Saint-Joseph-de-la-Rive. Le bâtiment, une fois sa vocation d'hôtel terminée, a abrité un bar qui est par la suite devenu le réputé Loufoque jusqu'à sa fermeture définitive à la fin des années 1990.
2013 : Nouvelle numérotation civique
2017 : Le maire sortant, Pierre Tremblay, affronte le conseiller Pierre Tremblay, à la mairie.

## Géographie
Au nord-ouest du village se trouve le mont des Éboulements, point d'impact d'un astéroïde il y a environ 360 millions d'années, créant ce qu'on appelle le cratère de Charlevoix. Comme ailleurs dans Charlevoix, Les Éboulements est façonné de plusieurs montagnes, plateaux et vallons.

### Hydrographie
À partir de son crénon, dans le nord-ouest de la municipalité, la rivière des Boudreault coule vers le sud jusqu'à son embouchure dans l'estuaire du Saint-Laurent au village de Saint-Joseph-de-la-Rive.
À partir de son crénon, dans le nord-ouest, la rivière du Seigneur coule vers le sud jusqu'à son embouchure dans l'estuaire  au sud-ouest du centre du village.
La rivière Jean-Noël traverse le nord de la municipalité vers l'est où la rivière du Premier Rang a sa confluence avec la rivière Jean-Noël.

## Démographie
| 1996  | 2001  | 2006  | 2011  | 2016  | 2021  |
| ----- | ----- | ----- | ----- | ----- | ----- |
| 1 013 | 1 249 | 1 264 | 1 328 | 1 331 | 1 465 |

## Administration

### Conseil municipal

#### Maires
| Les Éboulements Maires depuis 2001                                                                                   |                   |         |          |
| Élection | Maire             | Qualité | Résultat |
| 2001 | Antoine Deschênes |         | Voir     |
| 2005 | Bertrand Bouchard |         | Voir     |
| 2009 | Bertrand Bouchard | Voir    |          |
| 2013 | Pierre Tremblay.  |         | Voir     |
| 2017 | Pierre Tremblay.  | Voir    |          |
| 2021 | Pierre Tremblay.  | Voir    |          |
| Élection partielle en italique Depuis 2005, les élections sont simultanées dans toutes les municipalités québécoises |                   |         |          |

### Représentation provinciale
Les Éboulements fait partie de la circonscription provinciale de Charlevoix–Côte-de-Beaupré. La députée actuelle est Kariane Bourassa de la Coalition avenir Québec,.

### Représentation fédérale
Les Éboulements fait partie de la circonscription fédérale de Beauport—Côte-de-Beaupré—Île d'Orléans—Charlevoix. La députée actuelle est Caroline Desbiens du Bloc québécois.

## Économie
L'agriculture était autrefois la principale source de revenus. Le tourisme et la construction navale étaient par ailleurs les principaux champs d'activité pour le secteur de Saint-Joseph-de-la-Rive. Si l'activité touristique a évolué au fil des ans, la construction navale a cessé en 1953 et le chantier maritime s'est contenté de réparations et radoubs des goélettes et caboteurs en acier jusqu'à sa fermeture au début des années 1970 en raison de la disparition des goélettes de bois. Plusieurs navigateurs sont originaires de Saint-Joseph-de-la-Rive. Maintenant, les zones de travail se sont plus diversifiées et beaucoup d'Éboulois travaillent ailleurs dans la région. Malgré  tout l'agriculture demeure encore une activité importante dans la municipalité abritant notamment six fermes laitières.

### Service des loisirs
En plus de l'administration générale, la municipalité des Éboulements soutient le service des loisirs et contribue au fonctionnement de la bibliothèque, située dans l'édifice municipal.

## Religion
La principale église catholique des Éboulements est l'église l'Assomption qui fait partie du Diocèse de Québec,.

La ville fait partie du diocèse de Québec.

## Tourisme

### Sites culturels
- Moulin à eau du Bas-des-Éboulements[34]
- Moulin banal des Éboulements

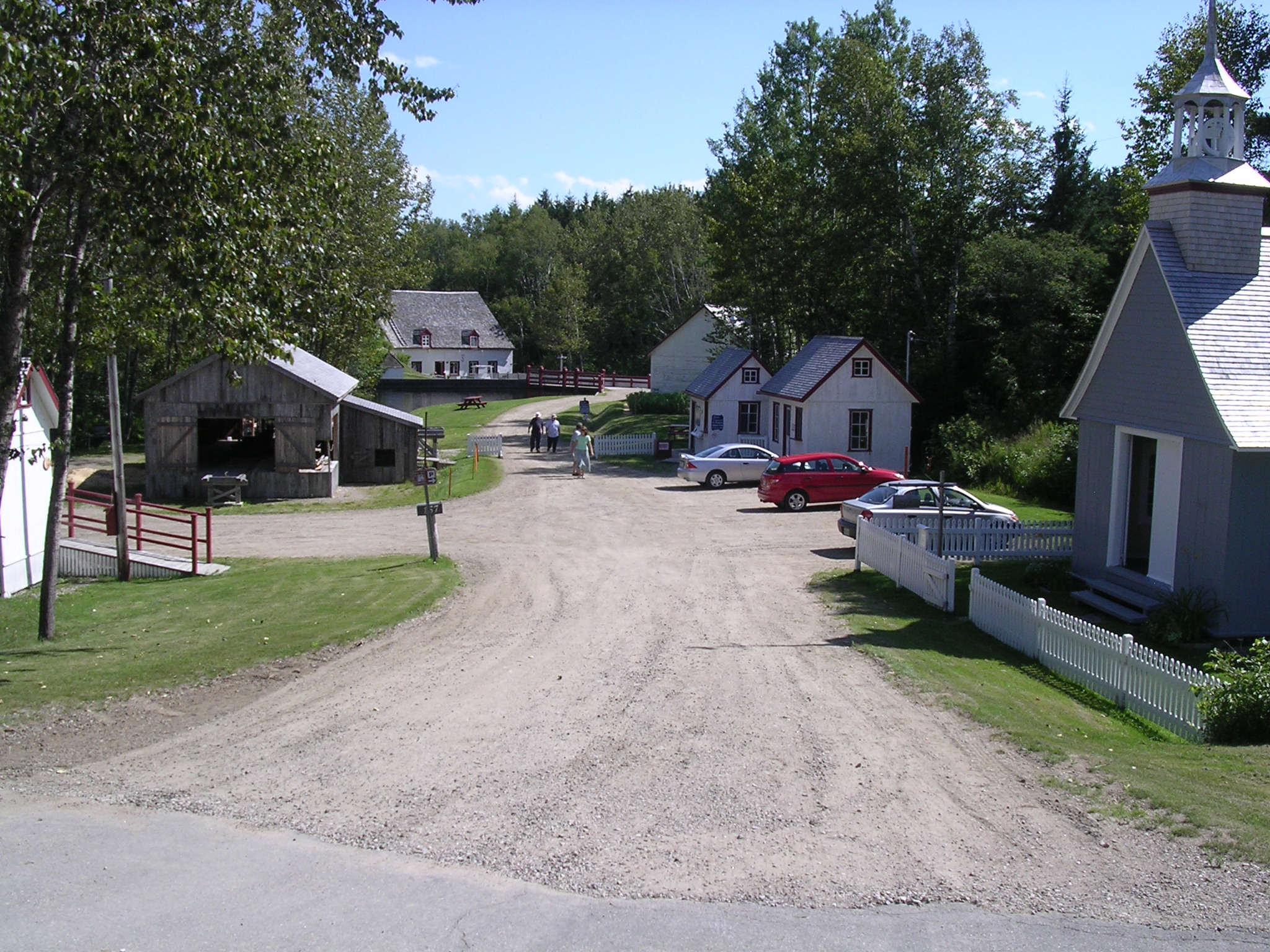
Moulin seigneurial des Éboulements.

- Manoir seigneurial (Camp le Manoir)

### Musées
- Le Musée maritime de Saint-Joseph de la Rive est un ancien chantier naval. On peut y visiter la scierie et le bureau/magasin du chantier. Deux véritables goélettes ayant navigué sur le Fleuve Saint-Laurent sont également visibles. La Jean-Yvan, construite à Petite-Rivière Saint-Francois et la Saint-André, construite à la Malbaie. Près du quai, on peut apercevoir encore les restes de la Mont-Ste-Marie, dernière goélette construite dans le village. Le chantier hiverne encore certains bâtiments dont la Marie-Clarisse et des bateaux d'excursion.
- La Papeterie Saint-Gilles, située dans une ancienne école de Saint-Joseph-de-la-Rive, démontre les techniques de fabrications de papier fin artisanal.